# Søren Nancke-Krogh
Søren Nancke-Krogh (født 17. marts 1944) døbt Søren Clausen Krogh som søn af repræsentant Orla Clausen Krogh og hustru Inger Marie f. Sørensen. Antog efternavnet Nancke-Krogh i 1971 for i 2002 at genantage navnet Søren Clausen Krogh. Søren Nancke-Krogh er en dansk arkæolog og forfatter. Han gjorde sig tidligt bemærket ved i 1968 at få en tatovering svarende til den, som skyterhøvdingen fra Pazyryk havde – dækkende begge arme og rækkende ind på både bryst og ryg. Han har arbejdet som en arkæolog i lande som Danmark og Sverige, efter at have deltaget i udgravninger på Öland fik sin teori om, at Köping på Öland ville være Ansgars Birka. Senere blev han museumsleder på Samsø og i Göteborg, og har siden som forfatter skrevet om trosudviklingen fra shamanisme til new age og har forfægtet den teori, at den fremherskende religion i Norden før kristendommens indførelse ikke var asetro, men snarere en dualistisk kristendom, beslægtet med bogomilernes og paulikanernes lære.